# Rafael de Laá y rute
Rafael de Laá y Rute (Málaga, 18 de enero de 1842 – Madrid, 28 de febrero de 1910) fue un político y funcionario público español, miembro del Partido Liberal. Fue hermano de Guillermo de Laá y Rute y Román de Laá y Rute, quienes también desempeñaron importantes cargos en la administración pública.

## Biografía
Nació en Málaga en 1842, hijo de Antonio de Laá y Ortega y Antonia de Rute y Belluga. Tras completar sus estudios, inició su carrera en la administración pública, desempeñando diversos cargos en el Ministerio de la Gobernación y en la administración local.
A lo largo de su carrera, Rafael de Laá y Rute ocupó varios puestos de relevancia, incluyendo el de cajero del ramo de Marina, donde contribuyó a la gestión financiera del Ministerio de Marina. Su dedicación y eficiencia en el desempeño de sus funciones le valieron el reconocimiento de sus superiores y la confianza de sus compañeros de partido.
Falleció en Madrid en 1910, dejando un legado de servicio público y compromiso con la administración del Estado.

## Familia y genealogía
Rafael de Laá y Rute pertenecía a una familia con fuerte tradición en la administración pública y la política durante el siglo XIX. Sus padres fueron Antonio de Laá y Ortega y Antonia de Rute y Belluga. Además de Guillermo de Laá y Rute y Román de Laá y Rute, tuvo otros hermanos que también desempeñaron roles significativos en la sociedad de la época.

## Reconocimientos y condecoraciones
- (Listado de condecoraciones y distinciones, si están disponibles)

## Galería de imágenes

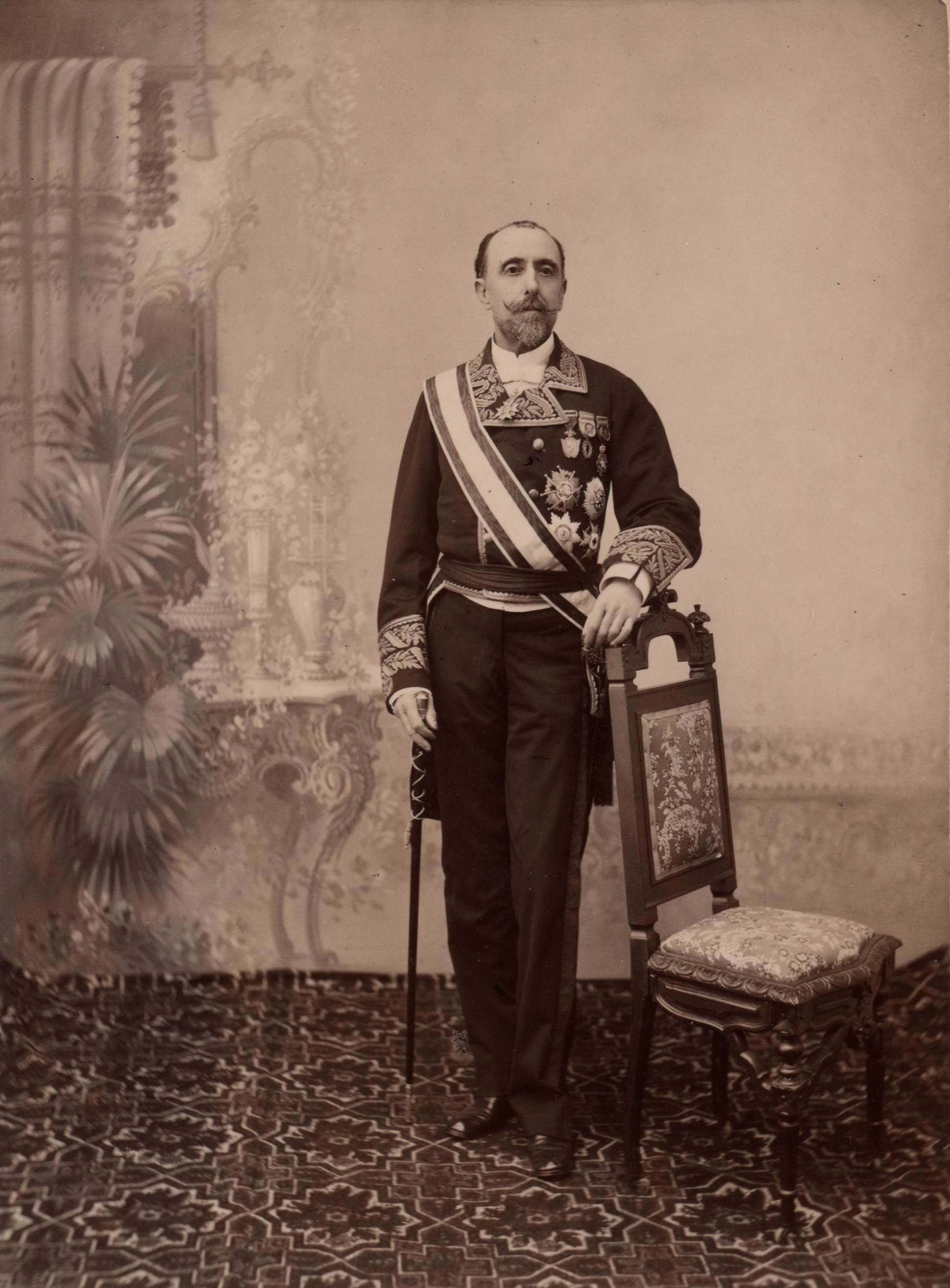
Guillermo de Laá y Rute
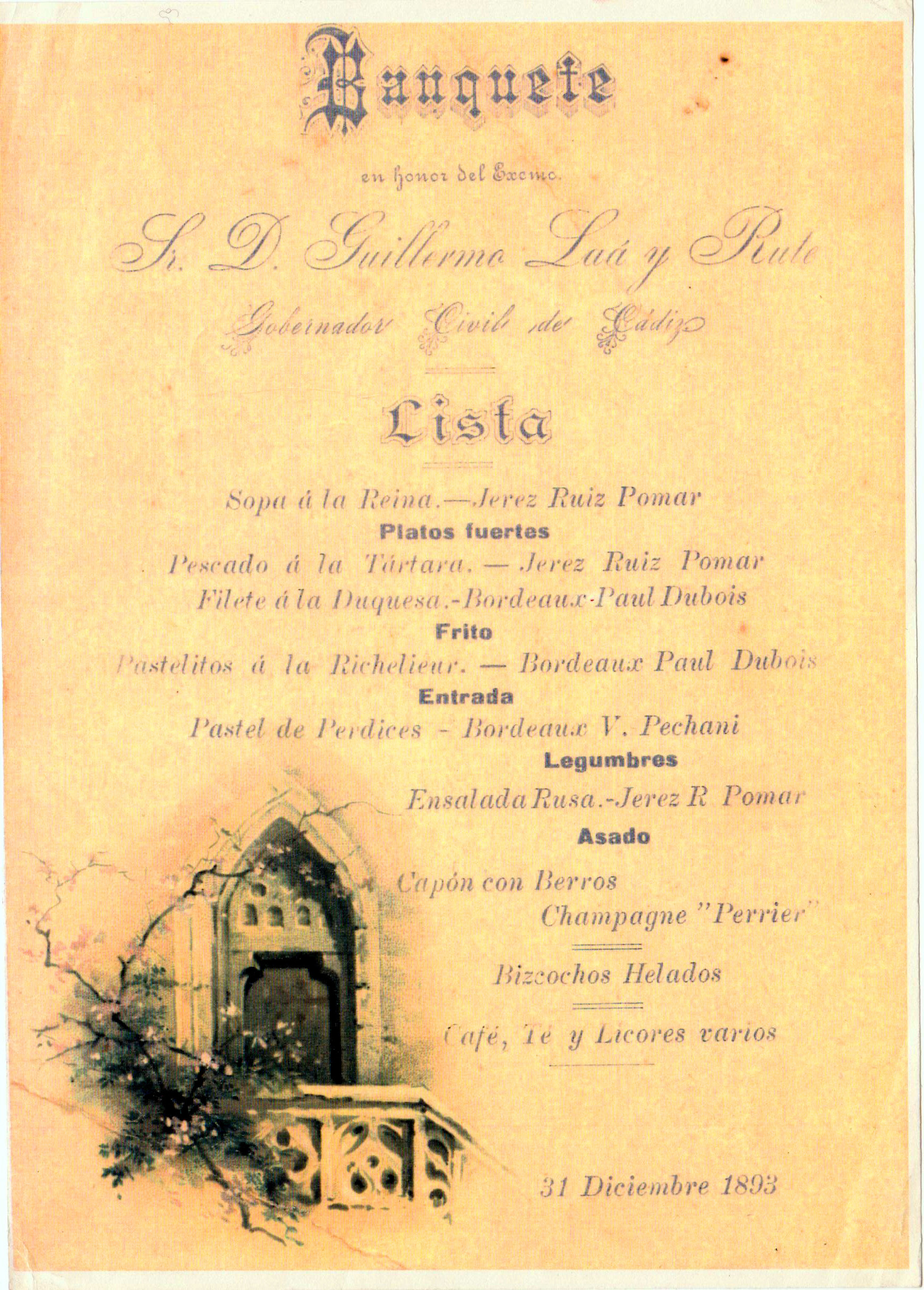
Banquete homenaje a Guillermo de Laá y Rute
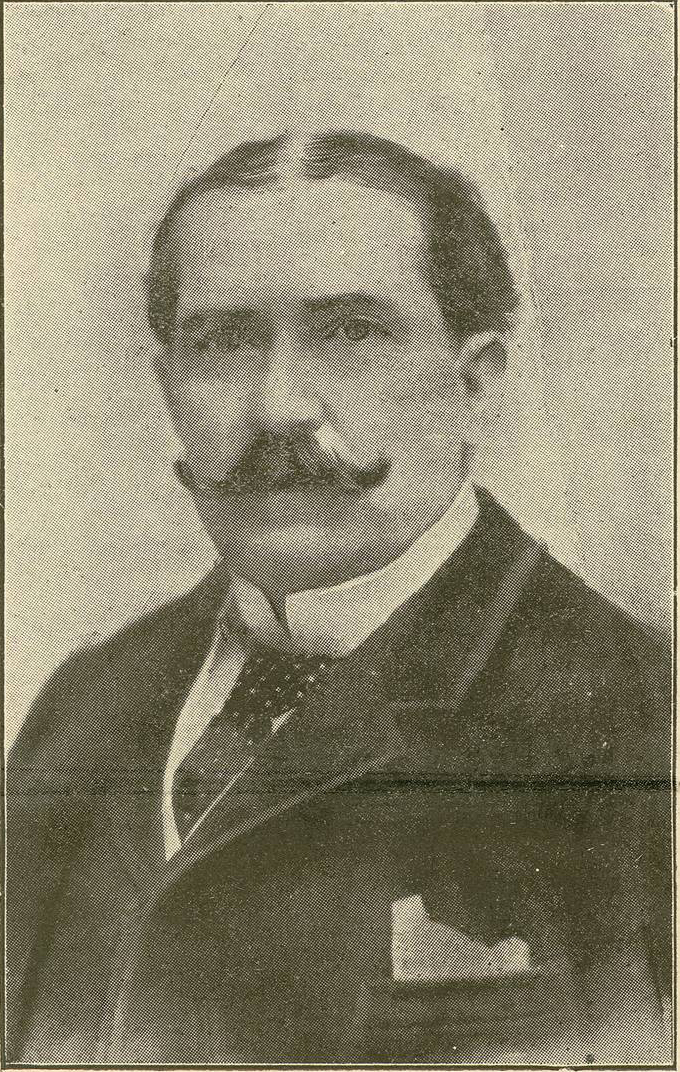
Román de Laá y Rute
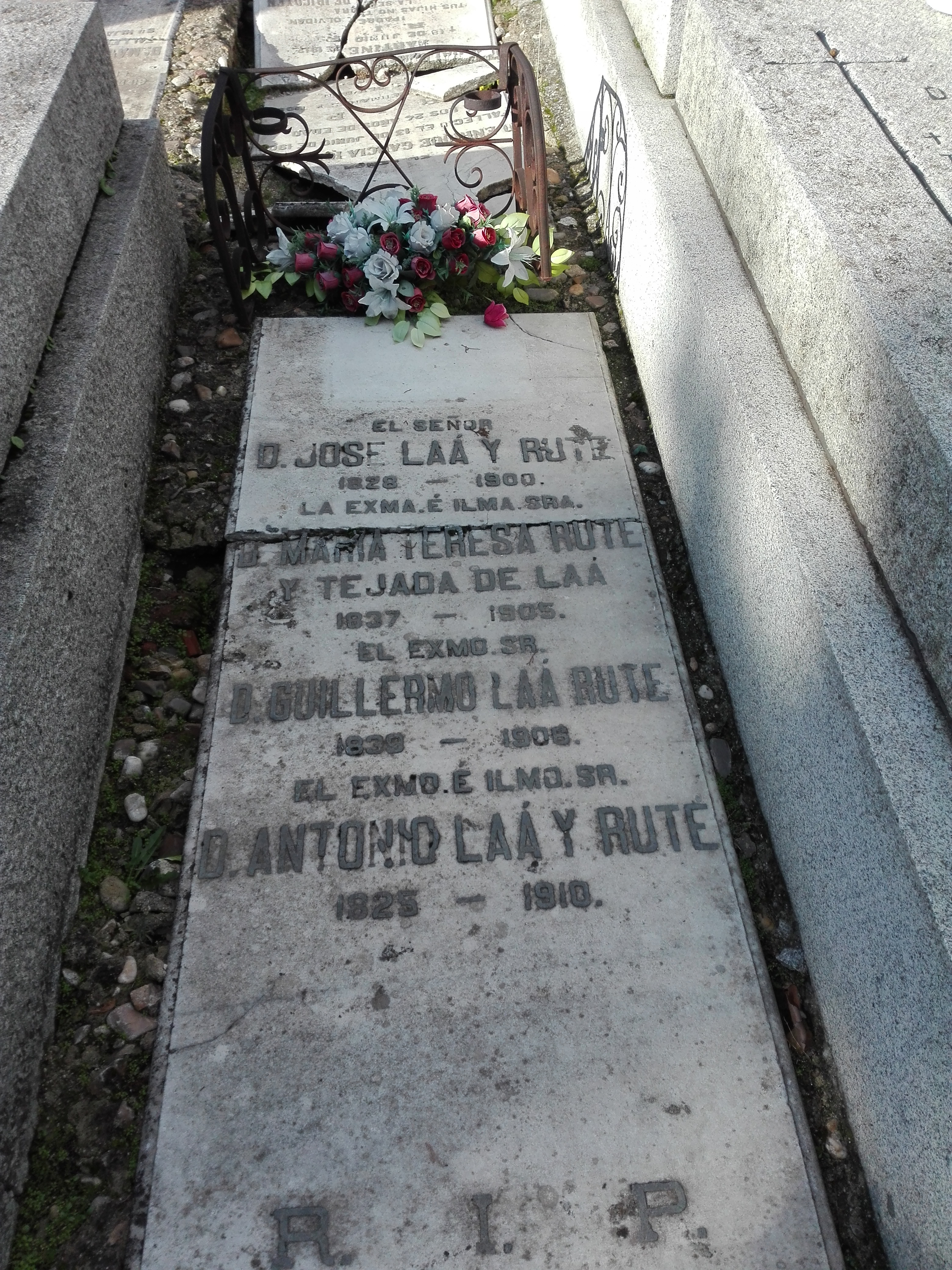
Lápida familiar de la familia Laá y Rute